# Lovenella grandis
Lovenella grandis is een hydroïdpoliep uit de familie Lovenellidae. De poliep komt uit het geslacht Lovenella. Lovenella grandis werd in 1901 voor het eerst wetenschappelijk beschreven door Nutting. 